# River les Pointes
Der River les Pointes ist ein Fluss an der Westküste von Dominica im Parish Saint Paul.

## Geographie
Der River les Pointes entspringt mit zwei Quellbächen an einem westlichen Ausläufer des zentralen Plateaus um Morne Trois Pitons (Morne Boyer, ⊙). Er verläuft stetig nach Westen und mündet bei Les Pointes in das Karibische Meer.
Nach Norden schließt sich das Einzugsgebiet des Mahaut River an und im Unterlauf verläuft er parallel zur kurzen Belle Ravine. Im Süden verläuft der Massacre River.